# 사코이 신야
사코이 신야(일본어: 迫井 深也, 1977년 5월 8일 ~ )는 일본의 전 축구 선수이다.

## 구단 경력
과거 FC 도쿄, 요코하마 FC, 몬테디오 야마가타에서 활동하였다.